# William Bøving
William Bøving, né le 1er mars 2003 à Copenhague au Danemark, est un footballeur danois qui joue au poste d'ailier gauche au Sturm Graz.

## Biographie

### En club
Né à Copenhague au Danemark, William Bøving est formé par le FC Copenhague, club avec lequel il entame sa carrière professionnelle. Il intègre pour la première fois l'équipe première en février 2020.
Le 3 février 2021, Bøving fait sa première apparition en championnat contre l'Aalborg BK; Il entre en jeu à la place de Viktor Fischer et son équipe s'impose par trois buts à deux.
Le 12 septembre 2021, il marque son premier but en Superligaen, sur la pelouse du Randers FC (victoire 0-2 à l'extérieur).
Il est sacré champion du Danemark lors de la saison 2021-2022.
Le 30 août 2022, William Bøving quitte le FC Copenhague pour s'engager au Sturm Graz. Il signe un contrat courant jusqu'en juin 2026.
Le 13 octobre 2022, Bøving se fait remarquer lors d'une rencontre de phase de groupe de la Ligue Europa 2022-2023 contre la Lazio Rome en réalisant un doublé, son premier pour Sturm Graz. Entré en jeu à la mi-temps à la place d'Emanuel Emegha, l'attaquant danois marque ses deux buts et permet à son équipe d'obtenir le point du match nul au Stade olympique de Rome,.
Il devient champion d'Autriche en 2024, le SK Sturm Graz étant sacré pour la quatrième fois de son histoire.
Il devient champion d'Autriche une deuxième fois en 2025, participant au cinquième titre de l'histoire du SK Sturm Graz,.

### En sélection
William Bøving représente l'équipe du Danemark des moins de 16 ans. En dix apparitions avec cette sélection il inscrit cinq buts, lors de matchs amicaux contre la Belgique, Chypre, l'Écosse, Malte et enfin l'Albanie.
William Bøving représente ensuite l'équipe du Danemark des moins de 17 ans à douze reprises entre 2019 et 2020, pour quatre buts marqués. Il inscrit trois buts lors de matchs amicaux, contre la Suède, la Tchéquie et la Grèce. Il marque également un but en septembre 2019 contre les îles Féroé, lors des éliminatoires du championnat d'Europe des moins de 17 ans 2020 (victoire 1-6).
Avec les moins de 18 ans, il marque un but lors d'un match amical contre l'Allemagne en septembre 2020 (score final : 5-5).
Bøving compte également deux sélections avec les moins de 20 ans, les deux obtenues en 2021.
Le 3 septembre 2021, William Bøving fait sa première apparition avec l'équipe du Danemark espoirs, lors d'un match amical contre la Grèce, où il joue la première mi-temps. Les deux équipes se séparent sur un match nul ce jour-là (1-1). Quatre jours plus tard, il marque son premier but avec les espoirs, contre le Kazakhstan. Il est titularisé et donne la victoire aux siens en marquant le seul but de la partie. Ce match rentre dans le cadre des éliminatoires de l'Euro espoirs 2023,.
Bøving marque son deuxième but pour les espoirs le 10 septembre 2024 contre la Tchéquie. Titularisé ce jour-là, il ouvre le score au bout de 28 minutes de jeu, et participe à la victoire de son équipe par cinq buts à zéro.

## Palmarès

### En club
FC Copenhague
- Championnat du Danemark (1) :
  - Champion : 2021-22.

 Sturm Graz
- Championnat d'Autriche (2) :
  - Champion : 2023-2024 et 2024-2025.